# Stigmella aflatuniae
Stigmella aflatuniae là một loài bướm đêm thuộc họ Nepticulidae. Nó là loài duy nhất được tìm thấy ở Tadzhikistan.
Ấu trùng ăn Afflatunia ulmifolia. Chúng có thể ăn lá nơi chúng làm tổ.